# هوشنگ اسدی
هوشنگ اسدی (زادهٔ ۲۳ دی ۱۳۲۸ در تهران) نویسنده، روزنامه‌نگار و مترجم ایرانی است کتاب او نامه‌هایی به شکنجه‌گرم، در تابستان ۲۰۱۱ (۱۳۹۰) برنده جایزه جهانی حقوق بشر شد او همچنین عضو شورای سردبیری روز آنلاین بود.

## زندگی
هوشنگ اسدی رشته روزنامه‌نگاری را در دانشکده علوم اجتماعی به پایان برد. در دومین سال تحصیل -۱۳۴۹- توسط صدرالدین الهی رئیس دپارتمان روزنامه‌نگاری دانشکده، به روزنامه کیهان معرفی شد. ابتدا عضو سرویس حوادث بود. سپس به عنوان دبیر سرویس گزارش، معاون سردبیر شب، سردبیر شب، معاون سر دبیر به فعالیت پرداخت. در سال ۱۳۵۷ به عنوان یکی از اعضای اولین و آخرین شورای سردبیری کیهان انتخاب شد. شورای سردبیری شامل رحمان هاتفی، محمد بلوری، هوشنگ اسدی، مجتبی راجی و مهدی سحابی، به اتفاق آرا رحمان هاتفی را به عنوان سردبیر انتخاب کرد و هوشنگ اسدی، نماینده شورای تحریریه در شورای عمومی کیهان و مسئول مذاکره با گروه‌های سیاسی شد. اعضای شورای سردبیری در سال ۱۳۵۸ به همراه عده زیادی از نویسندگان و خبرنگاران تحریریه پاکسازی شدند.
هوشنگ اسدی همراه با گروهی از اخراج‌شدگان از کیهان مجله آفتاب را تأسیس کردند. این مجله هم مورد هجوم قرار گرفت و تعطیل شد. هوشنگ اسدی به روزنامه مردم رفت و تا زمان دستگیری در ۱۷ بهمن ۱۳۶۱ در این روزنامه به عنوان خبرنگار فعالیت داشت. او بعد از آزادی، به نام مستعار بهار ایرانی سردبیر مجله گزارش فیلم ۱۳۷۰ تا ۸۰ شد.
هوشنگ اسدی در سال ۱۳۸۲ به همراه همسرش نوشابه امیری به پاریس مهاجرت کرد. او در سال‌های مهاجرت، عضو مؤسس و شورای سردبیری روزآنلاین، روزنامه سبز و انجمن بین‌المللی روزنامه‌نگاران ایرانی بوده‌است.

## نامه‌هایی به شکنجه‌گرم
هوشنگ اسدی کتاب نامه‌هایی به شکنجه‌گرم را به زبان فارسی نوشت. این کتاب در سال ۲۰۱۰ به انگلیسی ترجمه شد و در سال ۲۰۱۱ جایزه کتاب حقوق بشر را برای نویسنده‌اش به ارمغان آورد. نامه‌هایی به شکنجه‌گرم که به شکل نامه‌هایی خطاب به ناصر سرمدی پارسا که با نام مستعار «برادر حمید» بازجوی هوشنگ اسدی در زندان جمهوری اسلامی بود، نوشته شده و به شرح سال‌های زندان قبل و بعد از انقلاب ۱۳۵۷ می‌پردازد.
هوشنگ اسدی در دستگیری سال ۱۳۵۴ با سیدعلی خامنه‌ای و مهدی کروبی دوتن از مقامات عالی‌رتبه آینده جمهوری اسلامی هم‌سلولی شد. بخشی از کتاب به شرح این دوران اختصاص دارد. در سایت رسمی آیت الله خامنه‌ای نیز از این خاطرات نقل قول‌هایی آمده‌است. در فیلم مستند خط و نشان رهبر که بخش فارسی تلویزیون بی‌بی‌سی در مورد سیدعلی خامنه‌ای تولید کرد با او، به عنوان مطلع دربارهٔ موضوع، مصاحبه شده‌است.
بخش‌هایی از کتاب نیز به رحمان هاتفی (حیدر مهرگان) روزنامه‌نگار و فعال سیاسی اختصاص دارد که در سال ۱۳۶۲ دستگیر و بعد از شکنجه‌های وحشتناک در ۱۹ تیر ۱۳۶۲ در سلول خود دست به خودکشی زد. دربارهٔ نحوه خودکشی او دو روایت هست: خود را با پیژامه زندان به دار آویخت یا رگهای دستان خود را جوید.
کتاب نامه‌هایی به شکنجه‌گرم به زبان‌های انگلیسی، هلندی و لهستانی ترجمه شده‌است.
نسخه فارسی کتاب در تاریخ سوم فوریه ۲۰۱۳ توسط نشر اچ اند اس مدیا در لندن منتشر شد. این کتاب در ۶۰۰ صفحه و در قطع وزیری و به قیمت ۴۰ دلار منتشر شده‌است.

## آثار
هوشنگ اسدی، علاوه بر کتاب نامه‌هایی به شکنجه‌گرم، آثار دیگری به این شرح دارد:

### تالیفات
1. نان (مجموعه داستان) تهران: ۱۳۵۹
2. گربه (رمان) انتشارات باران، سوئد:۱۳۸۶
3. امیر بانو و دو دفتر دیگر - نشر «ناکجا»، پاریس، ۱۳۹۳
4. فصل مروارید و سه دفتر عاشقانهٔ دیگر- نشر «ناکجا»، پاریس، ۱۳۹۳
5. سه دفتر عاشقانه برای سه معشوقه خیالی (مجموعه شعر) نشر اچ اند اس مدیا، لندن، ۱۳۹۴
6. دختر مرضیه (دو داستان) نشر اچ اند اس مدیا، لندن، ۱۳۹۵
7. پل‌های تبعیدی پاریس (مجموعه شعر دو زبانه فارسی- فرانسوی) نشر ناکجا، پاریس ۱۳۹۸
8. هفتاد شعر میان دو بوسه (مجموعه شعر) نشر مهری، لندن۱۳۹۸

### ترجمه
1. عصر قهرمان، ماریو وارگاس یوسا، انتشارات مهناز
2. ژنرال درهزار توی خود، گابریل گارسیا مارکز، دوچاپ نخست: انتشارات مهناز - چاپ سوم: نشر ثالث
3. گردهمایی خانوادگی، تی. اس. الیوت، انتشارات اصفهان
4. «آوای وحش»، جلک لندن، نشر ثالث، ۱۳۹۶

### مقالات
هوشنگ اسدی از شش سال پیش هر هفته در وبگاه روز آنلاین تحت عنوان نام نگاه هفته به شرح و تحلیل مسائل روز می‌پردازد. اسدی مقالات متعددی هم دربارهٔ موضوعات هنری دارد ازجمله مقاله جدایی نادر از جنبش که نگاهی متفاوت به فیلم جدایی نادر از سیمین دارد. برخی از مقالات او به این شرح است:
1. من شاهم
2. شاه رفت، خامنه‌ای آمد
3. ما همه سرباز توایم خامنه‌ای
4. آغاز خلافت اسلامی
5. جلادها هم می‌میرند…